# 론 플라르
론 페터르 플라르(네덜란드어: Ron Peter Vlaar, 1985년 2월 16일 ~ )는 네덜란드의 은퇴한 축구 선수로 포지션은 센터백이었다.

## 국가대표 이력
- 2005년 FIFA 세계 청소년 축구 선수권 대회 국가대표
- 2006년 UEFA U-21 챔피언십 국가대표
- 2007년 UEFA U-21 챔피언십 국가대표
- UEFA 유로 2012 국가대표
- 2014년 FIFA 월드컵 국가대표

## 수상
네덜란드
- UEFA U-21 챔피언십 : 우승 (2006, 2007)
- FIFA 월드컵 : 3위 (2014)